# Sobieszczany
Sobieszczany (prononciation : [sɔbjɛʂˈt͡ʂanɨ]) est un village polonais de la gmina de Niedrzwica Duża dans le powiat de Lublin de la voïvodie de Lublin dans l'est de la Pologne.
Il se situe à environ 6 kilomètres au sud de Niedrzwica Duża (siège de la gmina) et 25 kilomètres au sud-ouest de Lublin (siège du powiat et capitale de la voïvodie).

## Histoire
De 1975 à 1998, le village est attaché administrativement à l'ancienne Voïvodie de Lublin.

Depuis 1999, il fait partie de la nouvelle voïvodie de Lublin.